# Villa San Lorenzo (Argentina)
Villa San Lorenzo è un comune dell'Argentina, appartenente alla provincia di Salta, nel dipartimento di Capital, sito a 10 km dal capoluogo dipartimentale Salta.
In base al censimento del 2001, nel territorio comunale dimorano 8.293 abitanti, con un incremento di quasi il 100% rispetto al censimento precedente (1991).

## Geografia
Il comune ospita una riserva naturale municipale Finca las Costas, di circa 10.000 ettari.
Altre località (frazioni) del comune sono: Atocha e La Ciénaga